# Kultti ry
Kulttuuri-, mielipide- ja tiedelehtien liitto Kultti ry (en français : l'association des magazines culturels, scientifiques et d'opinion) ou  Kultti ry est l'organisation  d'environ 170 magazines publiés en Finlande. 
Fondée en 1991, Kultti est la voix du journalisme indépendant. en Finlande,.

## Présentation
Une part importante du débat culturel et social finlandais se déroule dans les magazines membres de Kultti. 
Les membres de Kultti comprennent non seulement des magazines de divers domaines culturels (art, littérature, musique, danse, théâtre, design), mais aussi des magazines scientifiques et de culture générale, des magazines sociopolitiques et d'opinion, des magazines pour enfants, des magazines étudiants et universitaires, des films, des magazines de science-fiction et de bande dessinée, ainsi que les magazines du secteur social sont représentés parmi les membres de Kultti. 
La plupart des magazines spécialisés couverts par Kultti n'apparaissent que sous forme imprimée.
Le siège de l'association est à Helsinki. 
En 2013, Kultti ry a signé la charte et participe aux activités du Conseil des médias de masse en Finlande en tant que représentant et promoteur de l'important secteur journalistique.
Depuis 2006, Kultti ry décerne le prix du magazine de qualité de l'année. 
L'objectif de la compétition est de mettre en lumière des magazines culturels, d'opinion et scientifiques de grande qualité et de rappeler leur importance dans le débat social finlandais.